# Autobahndreieck Köln-Heumar
Das Dreieck Köln-Heumar (Abkürzung: AD Köln-Heumar, früher Heumarer Dreieck bzw. Dreieck Heumar) ist ein Autobahnkreuz in Nordrhein-Westfalen und der südöstliche Eckpunkt des Kölner Autobahnringes. Es verbindet die Autobahnen A 3 (Oberhausen—Frankfurt am Main—Passau), A 4 (Aachen—Erfurt—Dresden) und A 59 (Duisburg–Bonn). Letzterer fehlen jegliche Verknüpfungen mit der A 4 Richtung Aachen und der A 3 Richtung Frankfurt. Ersatzweise kann die etwa ein Kilometer südwestlich verlaufende A 559 genutzt werden.

## Geographie
Das Dreieck befindet sich auf dem Gebiet der Stadt Köln, etwa 7 km ostsüdöstlich der Kölner Innenstadt, in der Nähe der Stadtteile Rath und Heumar und etwa 20 km nördlich von Bonn. Es bildet den südöstlichen Eckpunkt des Kölner Autobahnrings.
Dem Dreieck fehlen zum vollständigen Kreuz jegliche Verknüpfungen der A 59 mit der A 3 (Süd) und der A 4 (West). Da die A 559 etwa einen Kilometer südwestlich des Dreiecks eine Verbindung zwischen der A 4 (West) am Autobahnkreuz Gremberg und der A 59 am Autobahndreieck Porz herstellt, kann diese ersatzweise genutzt werden, um sämtliche fehlenden Verbindungen herzustellen.
Das Dreieck trägt auf der Autobahn 3 die Nummer 28, auf der A 4 die Nummer 15 und auf der A 59 die Nummer 31.

## Geschichte
Das Dreieck Köln-Heumar wurde 1941 zum Anschluss der A 4 von Westen an die A 3 fertiggestellt. Im Jahr 1959 trug es den Namen Aachener Abzweig und im Jahr 1972 Autobahndreieck Köln-Ost, dessen Ortsbezeichnung heute das benachbarte nördliche Autobahnkreuz Köln-Ost trägt. 1982 wurde zusätzlich die A 59 angeschlossen.

## Ausbauzustand und Planungen
Das Autobahnkreuz ist einer der verkehrsreichsten Knotenpunkte in Deutschland und eine Art Riesen-TOTSO-Kreuzung. Die nördlich verlaufende A 3/A 4 ist achtstreifig ausgebaut, die A 3 im Südosten und die A 4 im Westen sechsstreifig und die A 59 vierstreifig.  Alle Verbindungsrampen, die teilweise über sehr aufwendige Brückenbauwerke führen, sind durchgehend zweistreifig und erlauben das Durchfahren mit höheren Geschwindigkeiten. Um dem hohen Verkehrsaufkommen gerecht zu werden, sind auch die Verteilerfahrbahnen sehr großzügig dimensioniert, so dass an der A 3 und A 4 teilweise fünfstreifige Abschnitte in jeder Fahrtrichtung existieren.
Durch den Bereich des Kreuzes verlaufen außerdem zahlreiche Straßen und Eisenbahnstrecken. Nördlich führt die Rösrather Straße unter der A 3/A 4 her, westlich überquert die Bundesstraße 8 die A 4, die A 3 wird von einer Straße überquert und die A 59 überführt auf zwei 485 und 457 m langen aufgeständerten Fahrbahnen insgesamt drei kleinere Straßen sowie die Flughafenschleife der Schnellfahrstrecke Köln–Rhein/Main und die Aggertalbahn.
Da das Dreieck Heumar und insbesondere dessen Brückenbauwerke am Ende der Belastungsfähigkeit und Lebensdauer angekommen sind, ist ein großzügiger Um- und Ausbau vorgesehen. Im Dreieck selbst sollen keine neuen Fahrbeziehungen geschaffen, sondern die bestehenden leistungsfähiger werden. Jedoch in Richtung des benachbarten Kreuzes Köln-Ost sollen ergänzende Spuren den Verkehr besser entzerren. Mit der Durchführung ist die DEGES beauftragt. Der Um- und Ausbau des Dreiecks wurde 2019 mit dem Abriss der Brücke der Bundesstraße 8 über die Autobahn und vorläufigem Stellen einer Ersatzbrücke begonnen und soll voraussichtlich bis 2029 abgeschlossen werden.

## Besonderheiten
Die A 4 besitzt keine durchgehende Führung. Sowohl aus westlicher als auch aus nördlicher Richtung (hier gemeinsam mit der A 3) ist ein Abbiegen von der Hauptfahrbahn notwendig, um auf der A 4 zu bleiben (TOTSO).
Dass die ursprüngliche Relation von Norden (A3) kommend die Strecke Richtung Aachen (A4) ist und der Rest erst später gebaut wurde, sieht man an der Autobahnkilometrierung, die von der Grenze zu den Niederlanden kommend im Dreieck Heumar bei 155 km endet und dann wieder bei 0 startet Richtung Frankfurt.
Das Autobahndreieck Köln-Heumar bietet folgende Durchfahrmöglichkeiten:
| Von          | Hauptfahrbahn nach | Abfahrt nach      |
| ------------ | ------------------ | ----------------- |
| A 3/A 4 Nord | A 3 Südost         | A 4 West A 59 Süd |
| A 3 Südost   | A 3/A 4 Nord       | A 4 West          |
| A 59 Süd     | A 3/A 4 Nord       | –                 |
| A 4 West     | A 3 Südost         | A 3/A 4 Nord      |

## Verkehr
Das Dreieck Köln-Heumar zählt zu den Autobahnkreuzen mit der höchsten Verkehrsstärke in Nordrhein-Westfalen, besonders der achtstreifig ausgebaute Abschnitt zum Kreuz Köln-Ost, auf dem die A 3 und A 4 gemeinsam verlaufen. Bei Verkehrszählungen wurden folgende Verkehrsaufkommen ermittelt:

| AK Köln-Ost (A 3/A 4)  | Dreieck Köln-Heumar  | 144.400 | 166.100 | 171.200 | 166.261 | 12,1 % | 10,6 % | 12,8 % | 14,5 % |
| Dreieck Köln-Heumar    | AS Königsforst (A 3) | 92.500  | 94.300  | 99.500  | 83.052  | 12,5 % | 10,6 % | 11,2 % | 16 %   |
| AK Köln-Gremberg (A 4) | Dreieck Köln-Heumar  | 73.800  | 80.700  | 96.800  | 85.602  | 13,5 % | 11,8 % | 15,9 % | 19,5 % |
| Dreieck Köln-Heumar    | AS Köln-Rath (A 59)  | 53.800  | 63.500  | 60.900  | 63.804  | 9,2 %  | 8,1 %  | 9,1 %  | 10,1 % |